# Kastell Heilbronn-Böckingen
Das Kastell Heilbronn-Böckingen, auch unter dem Namen Kastell Böckingen bekannt, war ein römisches Militärlager, dessen Besatzung für Sicherungs- und Überwachungsaufgaben an der Neckarlinie des Neckar-Odenwald-Limes zuständig war. Die von etwa 85/90 n. Chr. bis zur Mitte des 2. Jahrhunderts belegte Garnison befindet sich heute im nördlichen Teil des baden-württembergischen Heilbronner Stadtteils Böckingen im Randbereich eines Industriegebietes, unmittelbar an der Straße nach Neckargartach.

## Forschungsgeschichte

Die Lage des Kastells südlich des Odenwaldlimes

Bereits 1615 war ein römischer Weihestein und im 17. und 18. Jahrhundert waren im Bereich des damaligen Dorfes Böckingen zahlreiche römische Inschriftensteine gefunden worden, die die 8. Legion und die 1. Kohorte der Helvetier erwähnten. Die Lage des Kastells konnte jedoch erst 1886 von K. Miller genau lokalisiert werden. Erste archäologische Ausgrabungen der Reichs-Limeskommission fanden 1895 und 1897 statt. Weitere wissenschaftliche Untersuchungen wurden in der zweiten Hälfte des 20. Jahrhunderts, oft als durch Baumaßnahmen bedingte Notgrabungen durchgeführt.

## Kastell

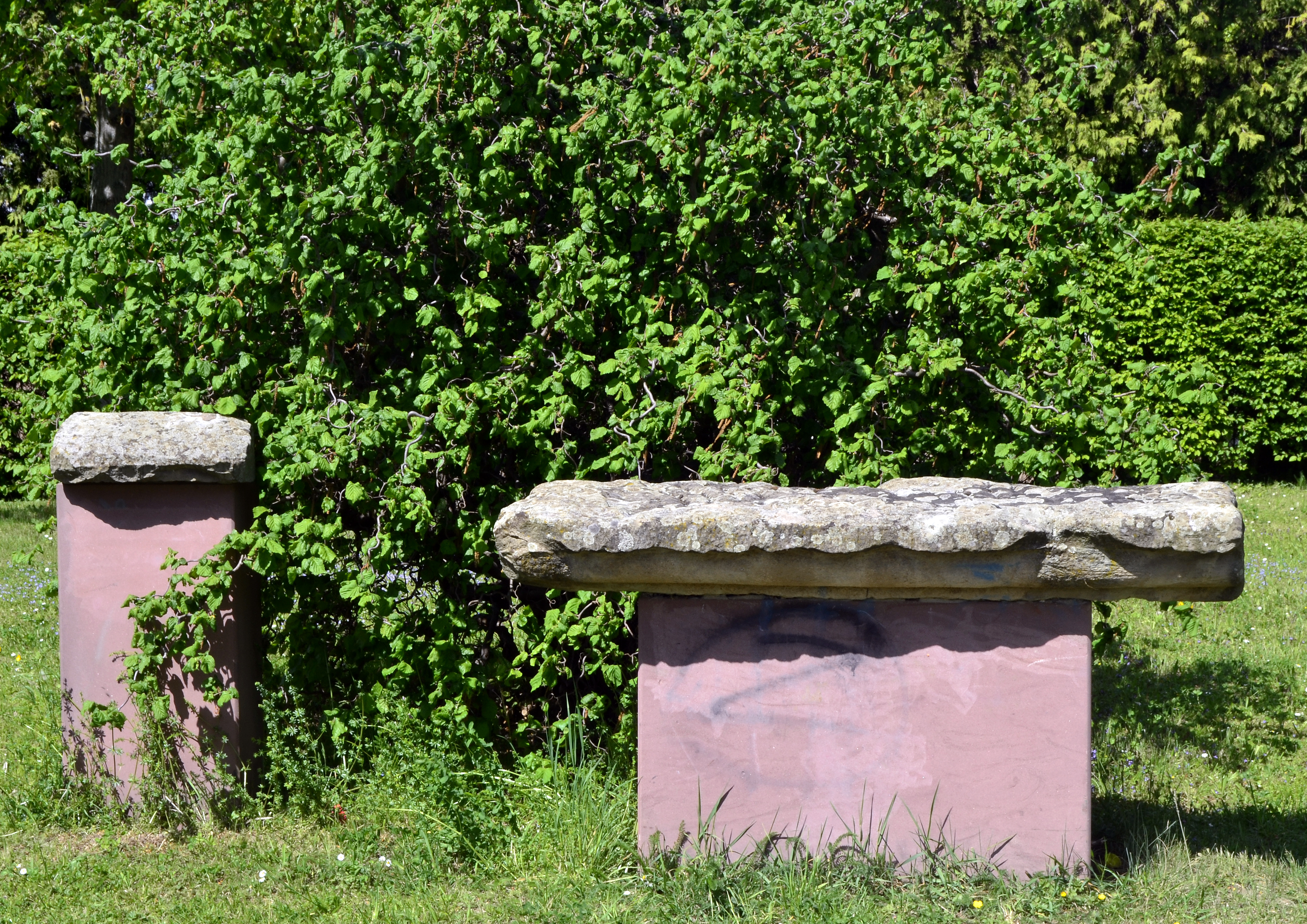
Zwei Originalsteine des Nordtores

Bei dem Kohortenkastell von Böckingen handelt es sich um ein in seiner letzten Ausbauphase etwa zwei Hektar großes, rechteckiges Auxiliarlager mit den Abmessungen 150 × 133 m.
Die steinerne Umwehrung war an den Ecken abgerundet und von einem doppelten Spitzgrabensystem umgeben. Die Mauerecken besaßen keine Wehrtürme, jedoch waren alle vier Tore des mit der Porta praetoria (Haupttor) zum Neckar hin ausgerichteten Kastells mit Doppeltürmen versehen. Die Fundamente der Porta principalis sinistra (linkes Seitentor) wurden konserviert und können in einer kleinen Grünanlage, die als archäologischer Miniaturpark gestaltet wurde, besichtigt werden. Darüber hinaus ist von dem ehemaligen Kastell im heute völlig überbauten Gelände nichts mehr zu sehen.
Von den Innenbauten wurden im Wesentlichen nur Teile der Principia (Stabsgebäude) und eines Horreums (Getreidespeicher) festgestellt. Die anderen Bauten des Kastellinneren dürften aus Holz- oder Fachwerkbauten bestanden haben.
Ein in Holz-Erde-Technik errichteter Vorgängerbau wurde erst bei den Untersuchungen in der zweiten Hälfte des 20. Jahrhunderts nachgewiesen. Seine Grundrisse decken sich im Wesentlichen mit denen des Steinkastells, ein nennenswerter Unterschied besteht in der Existenz eines Wehrturms an der Nordostecke des Kastells. Ferner konnten bei diesen Ausgrabungen auch zwei Steinbauphasen differenziert werden, eine erste Steinmauer in Holz-/Steintechnik scheint um das Jahr 120 durch eine reine Steinmauer ersetzt worden zu sein.
Mit der Vorverlegung des Limes um 159/160 n. Chr. hatte das Kastell keine Funktion mehr und wurde aufgelassen. Über die sekundäre Verwendung des Lagers Heilbronn-Böckingen ist nichts bekannt.

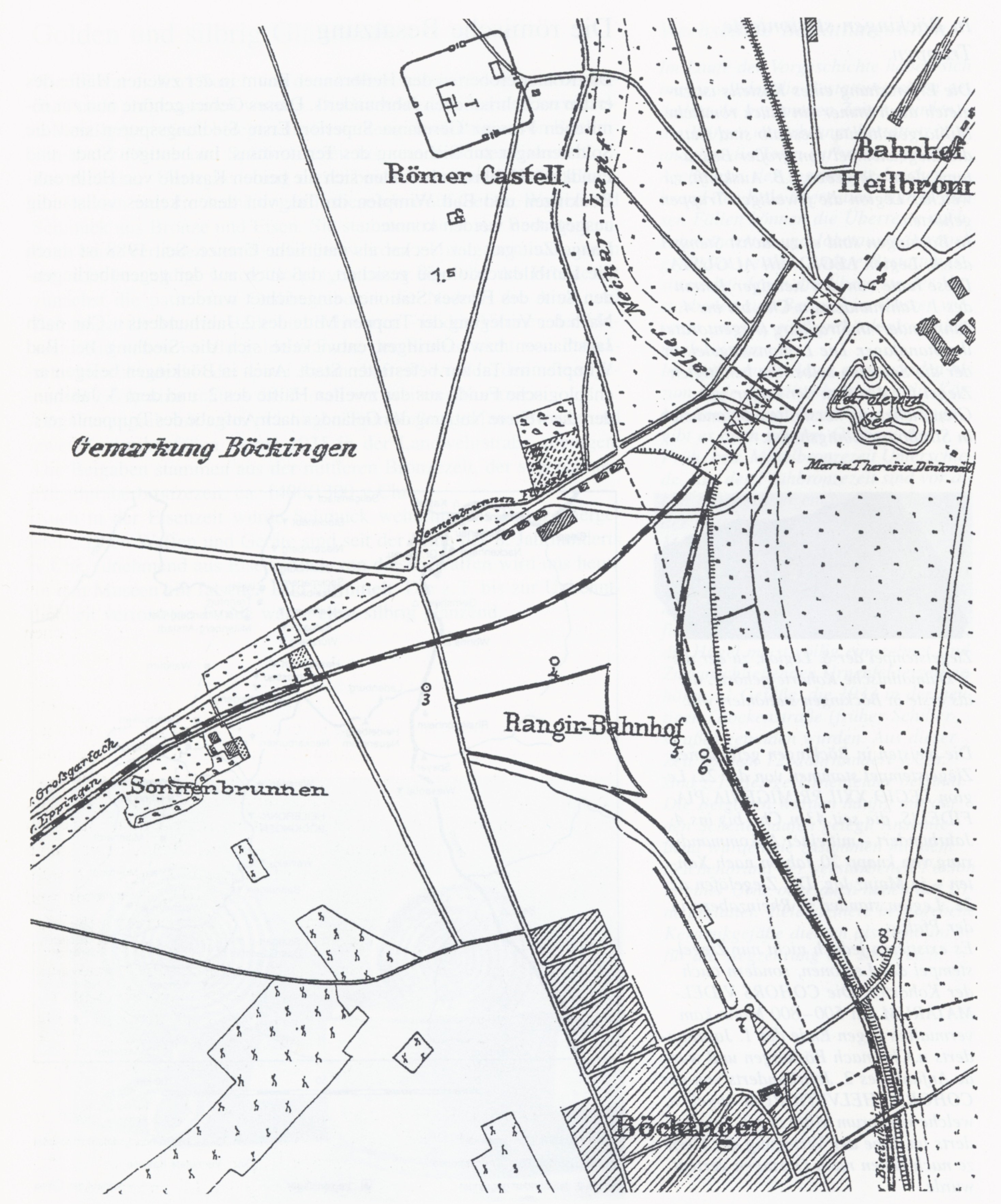
Lageplan (Grabungen 1895/97)
Kastellgrundriss (Grabungen 1895/97)
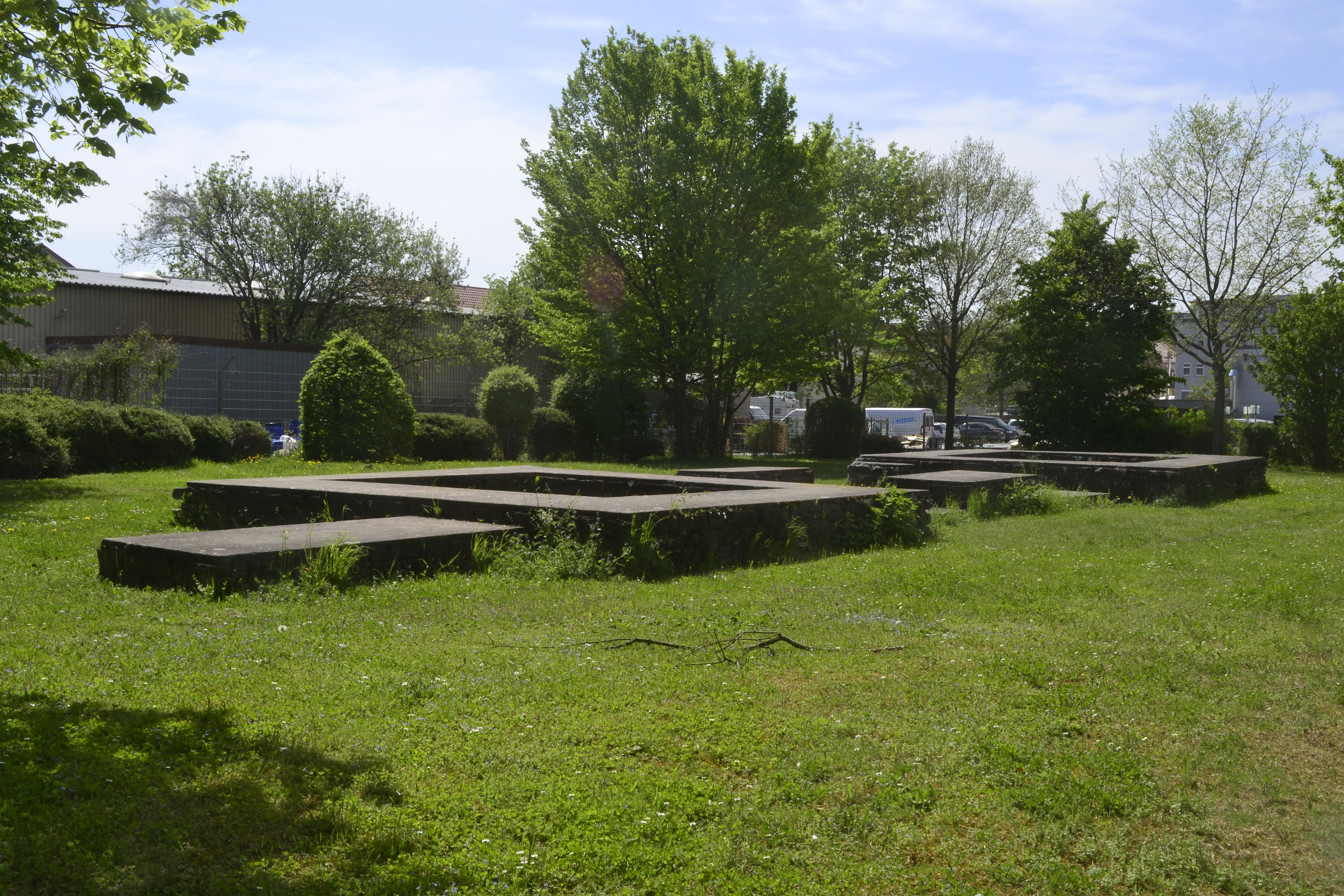
Nordtor von NO (Zustand April 2012)
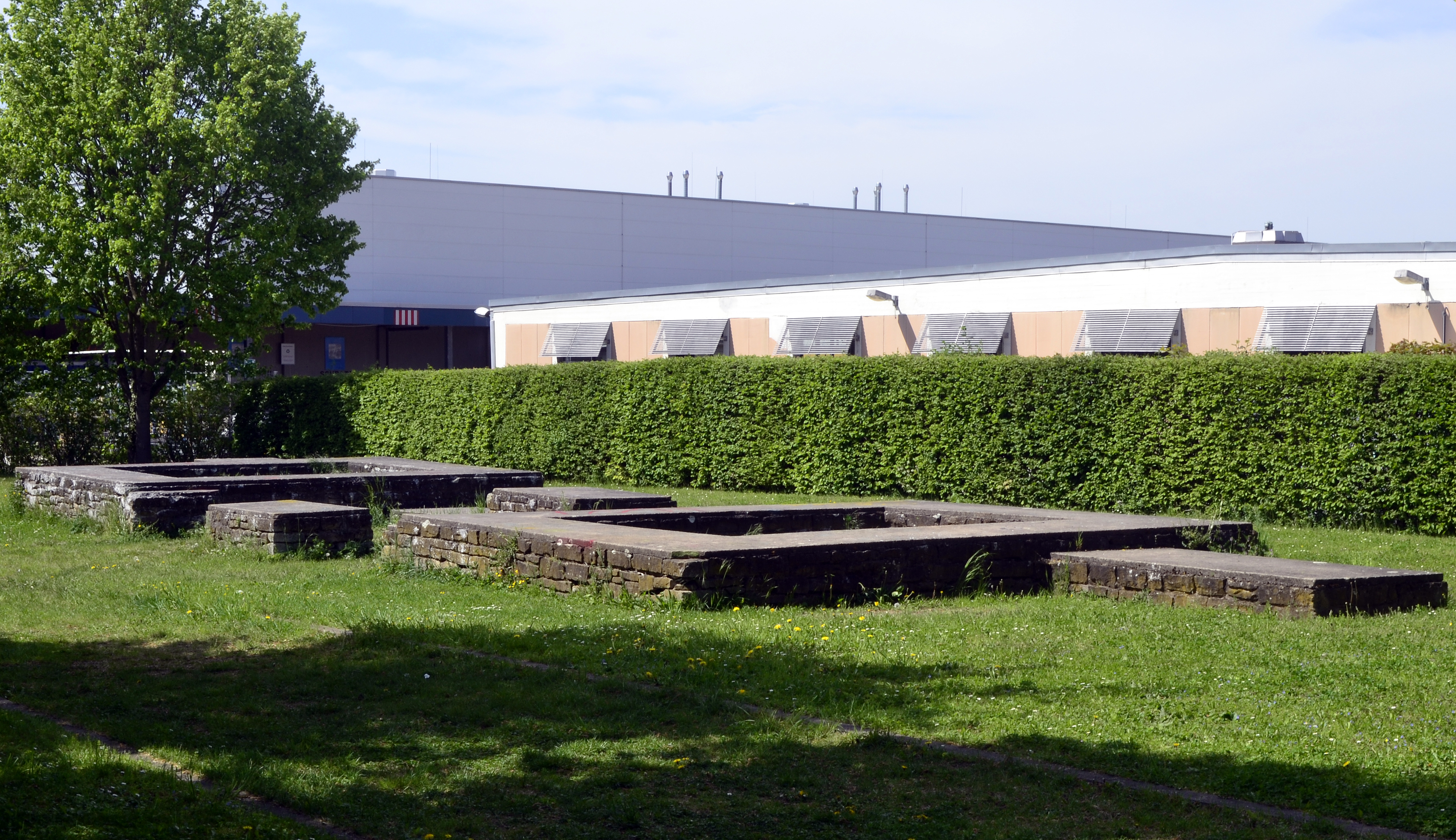
Nordtor von OSO (Zustand April 2012)

## Truppe und Offiziere

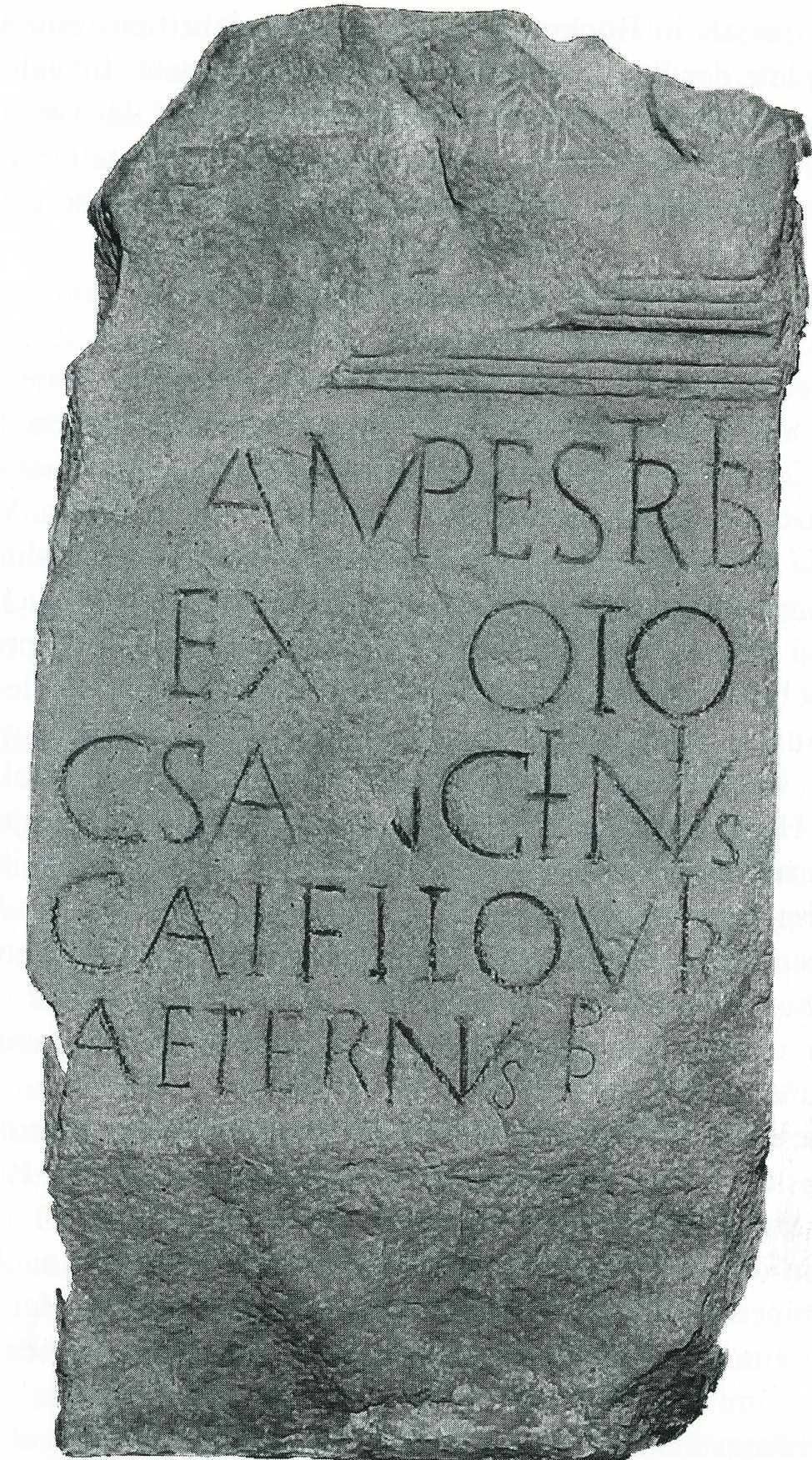
Der vom Präfekten Gaius Sanctinius Aeternus gesetzte Altarstein

Ziegelstempel
(Grabungen 1895/97)

In seiner Frühphase könnte das Kastell von einer unbekannten Einheit belegt gewesen sein. Nachweisbar ist indes zunächst die auch aus dem Kastell Arnsburg bekannte Cohors V Delmatarum (5. Kohorte der Dalmatiner). Sie wurde von der Cohors I Helvetiorum (1. Kohorte der Helvetier) abgelöst. Daneben ist für Böckingen auch die Anwesenheit eines Numerus Brittonum Murrensium („Einheit der Brittonen an der Murr“) bezeugt, der auch im Kastell Benningen nachgewiesen wurde. Die Cohors I Helvetiorum, im Jahr 148 n. Chr. noch auf einem Weihestein für Fortuna Respiciens in Böckingen erwähnt, wurde mit der Limesvorverlegung um 159/160 n. Chr. in eines der beiden Kastelle von Öhringen verlegt. Die Forschung konnte noch nicht klären, ob die Helvetier dabei das Rendel- oder das Bürgkastell belegten.
Besonders bekannt wurde der vielleicht letzte Böckinger Kommandant der Helvetierkohorte, der Centurio Publius Nasellius Proclianus der damals in Straßburg liegenden Legio VIII Augusta, da er neben dem genannten Fortuna-Stein noch zwei weitere Altäre weihte: ebenfalls 148 einen für Apollo Pythius und einen undatierten für Sol Invictus Mithras. Ein weiterer Centurio, ebenfalls von der Straßburger Legion nach Böckingen abkommandiert, könnte Iulius Victi (?) geheißen haben. Die Legionsnummer wurde in der beschädigten Inschrift offensichtlich falsch mit „VII“ angegeben. Leider ist hier nicht bekannt, zu welcher Einheit der Centurio gehörte.
Überliefert wurde auch der Name eines Centurios des Numerus Brittonum Murensium, Cassius Troianus.
Von Bedeutung ist auch ein Weihestein für die Göttinnen des Exerzierplatzes, die Campestres. Diese Gottheiten wurden neben der keltischen Pferdegöttin Epona besonders von der römischen Reiterei verehrt. Gesetzt hatte ihn der Präfekt Gaius Sanctinius Aeternus, Sohn des Gaius aus der quirinischen Tribus. Der Stein lässt weder Rückschlüsse auf eine genaue Datierung noch auf die Truppe, welche der Präfekt befehligte, zu.

## Balineum und Vicus
Etwa 80 m südlich der südwestlichen Kastellecke, unmittelbar an der heutigen Karl-Marx-Straße, befand sich das Kastellbad (Balineum). Es handelte sich um einen limestypischen einachsigen Thermenbau.
Nördlich und südlich des Lagers, in Verlängerung der Via principalis an den Straßen, die das Lager Böckingen mit den Kastellen Wimpfen im Tal im Norden und Walheim im Süden verbanden, wurde ein ausgedehnter Vicus nachgewiesen. Abgesehen von einzelnen Steingebäuden im südlichen Teil, bestand der Vicus weitgehend aus Holzbauten.
Von Kastellbad und Vicus ist im heutigen Stadtbild nichts mehr zu sehen.

## Denkmalschutz

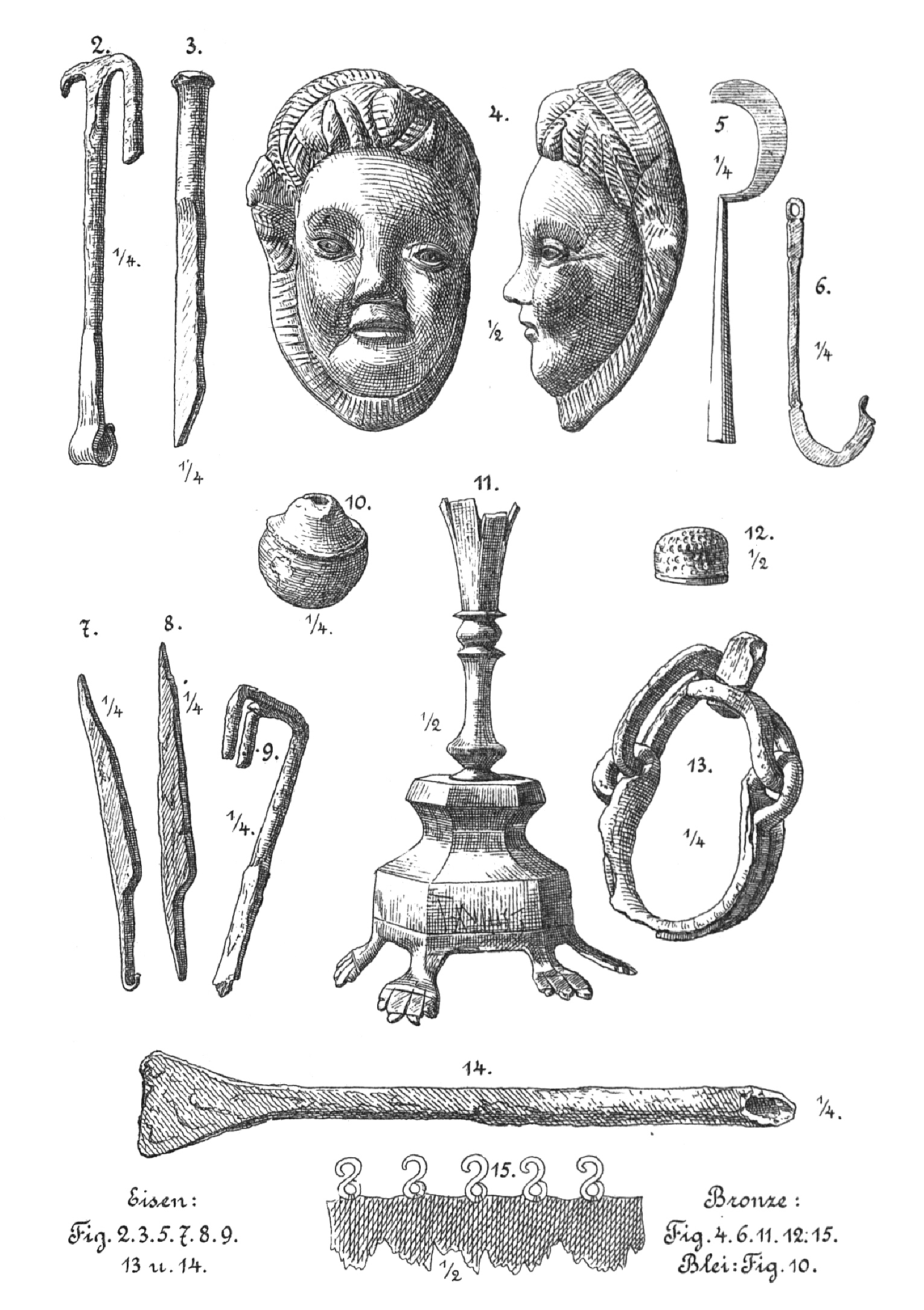
Metallfunde
(Grabungen 1895/97)

Das Bodendenkmal „Kastell Heilbronn-Böckingen“ ist geschützt als eingetragenes Kulturdenkmal im Sinne des Denkmalschutzgesetzes des Landes Baden-Württemberg (DSchG). Nachforschungen und gezieltes Sammeln von Funden sind genehmigungspflichtig, Zufallsfunde an die Denkmalbehörden zu melden.